# Pilar Lorengar
Pilar Lorengar, pseudonimo di Lorenza Pilar García Seta (Saragozza, 16 gennaio 1928 – Berlino, 2 giugno 1996), è stata un soprano spagnolo.

## Biografia
Nel 1949 entra nel Coro del Teatro de la Zarzuela di Madrid, nel 1952 canta da solista nella Sinfonia n. 9 (Beethoven) ed in Ein deutsches Requiem di Johannes Brahms. A Barcellona e nel 1955 è Cherubino ne Le nozze di Figaro ad Aix-en-Provence.
Al Glyndebourne Festival Opera debutta nel 1956 come Pamina in Die Zauberflöte diretta da Vittorio Gui con la Royal Philharmonic Orchestra e Ernst Haefliger tornando nel 1957 come Echo in Ariadne auf Naxos con John Pritchard (direttore d'orchestra), Elisabeth Söderström e Lucine Amara.
Nel 1958 è Micaela in Carmen (opera) diretta da Franco Ghione con Fedora Barbieri, Franco Corelli ed Ettore Bastianini al Teatro Regio di Parma e la Contessa Almaviva ne Le nozze di Figaro con Graziella Sciutti e Teresa Berganza a Glyndebourne.
Nel 1959 è Donna Elvira in Don Giovanni (opera) con Teresa Stich-Randall al Teatro della Pergola di Firenze.
Al Festival di Salisburgo nel 1961 è Ilia in Idomeneo, re di Creta diretta da Ferenc Fricsay con Elisabeth Grümmer, Haefliger, Renato Capecchi ed Eberhard Waechter e nel 1963 Pamina in Die Zauberflöte diretta da István Kertész con Roberta Peters, Anneliese Rothenberger e Walter Berry.
Nel 1964 è la contessa Rosina nella prima di Le nozze di Figaro diretta da Hermann Scherchen con Mirella Freni, Eugenia Ratti, Fiorenza Cossotto, Piero De Palma, Angelo Mercuriali, Sesto Bruscantini, Wladimiro Ganzarolli, Giorgio Tadeo e Franco Calabrese al Teatro alla Scala di Milano, Pepita Jiménez di Isaac Albéniz con Alfredo Kraus al Teatro de la Zarzuela e debutta il ruolo di Desdemona in Otello (Verdi) diretta da Francesco Molinari Pradelli con Tito Gobbi e James McCracken nel debutto statunitense, la Contessa Almaviva ne Le nozze di Figaro. diretta da Leitner con Reri Grist e Waechter, Micaela in Carmen diretta da Ferdinand Leitner con Regina Resnik e Jon Vickers e Liù in Turandot diretta da Molinari Pradelli con Giorgio Tozzi e Birgit Nilsson al San Francisco Opera.
Nel 1965 a Salisburgo canta nella Sinfonia n. 9 di Beethoven diretta da Karl Böhm con Fritz Wunderlich e Berry ed a San Francisco Eva in Die Meistersinger von Nürnberg, Donna Anna in Don Giovanni diretta da Molinari Pradelli con la Amara e Mélisande in Pelléas et Mélisande (opera) diretta da Jean Martinon.
Nel 1966 come Donna Elvira in Don Giovanni con Cesare Siepi, la Stich-Randall, Jan Peerce, Rosalind Elias e Nikola Gjuzelev debutta al Metropolitan Opera House di New York cantando fino al 1982 in 150 recite.

## Repertorio
| Ruolo                         | Titolo                          | Autore      |
| ----------------------------- | ------------------------------- | ----------- |
| Micaëla                       | Carmen                          | Bizet       |
| Tatiana                       | Eugenio Onegin                  | Čajkovskij  |
| Glauce                        | Medea                           | Cherubini   |
| Mélisande                     | Pelléas et Mélisande            | Debussy     |
| Euridice                      | Orfeo ed Euridice               | Gluck       |
| Ifigenia                      | Ifigenia in Tauride             | Gluck       |
| Marguerite                    | Faust                           | Gounod      |
| Regina                        | Mattia il pittore               | Hindemith   |
| Jenůfa                        | Jenůfa                          | Janáček     |
| Nedda                         | Pagliacci                       | Leoncavallo |
| Valentina                     | Gli ugonotti                    | Meyerbeer   |
| Ismene                        | Mitridate, re di Ponto          | Mozart      |
| Ilia                          | Idomeneo                        | Mozart      |
| Cherubino Contessa d'Almaviva | Le nozze di Figaro              | Mozart      |
| Donna Anna Donna Elvira       | Don Giovanni                    | Mozart      |
| Fiordiligi                    | Così fan tutte                  | Mozart      |
| Pamina                        | Il flauto magico                | Mozart      |
| Antonia                       | I racconti di Hoffmann          | Offenbach   |
| Manon Lescaut                 | Manon Lescaut                   | Puccini     |
| Mimì                          | La bohème                       | Puccini     |
| Floria Tosca                  | Tosca                           | Puccini     |
| Cio-Cio-San                   | Madama Butterfly                | Puccini     |
| Suor Angelica                 | Suor Angelica                   | Puccini     |
| Liù                           | Turandot                        | Puccini     |
| Mařenka                       | La sposa venduta                | Smetana     |
| Olimpia                       | Olimpia                         | Spontini    |
| Eco                           | Arianna a Nasso                 | Strauss     |
| Mignon                        | Mignon                          | Thomas      |
| Violetta Valéry               | La traviata                     | Verdi       |
| Elisabetta di Valois          | Don Carlo                       | Verdi       |
| Sacerdotessa                  | Aida                            | Verdi       |
| Desdemona                     | Otello                          | Verdi       |
| Mrs. Alice Ford               | Falstaff                        | Verdi       |
| Elisabetta                    | Tannhäuser                      | Wagner      |
| Elsa di Brabante              | Lohengrin                       | Wagner      |
| Eva                           | I maestri cantori di Norimberga | Wagner      |
| Agata                         | Il franco cacciatore            | Weber       |

## Discografia
- Gluck, Orfeo ed Euridice - Solti/Horne/Lorengar/Donath, 1969 Decca
- Gounod: Messe solennelle - Jean-Claude Hartemann/Sir John Barbirolli, EMI/Warner
- Mozart, Die Zauberflöte - Georg Solti/ Christine Deutekom, Pilar Lorengar, Stuart Burrows, Hermann Prey, Dietrich Fischer-Diskau, Martti Talvela. Wiener Philharmoniker, 1969 Decca
- Mozart: Così Fan Tutte - Georg Solti/Gabriel Bacquier/Pilar Lorengar/Ryland Davies/Teresa Berganza/Tom Krause/London Philharmonic Orchestra, 1973 Decca
- Rossini, Stabat Mater - Kertész/Pavarotti, Decca
- Verdi, Traviata - Maazel/Lorengar/Aragall, Decca
- Wagner: Die Meistersinger von Nürnberg - Thomas Schippers/James King (tenore)/Metropolitan Opera Orchestra/Pilar Lorengar/Theo Adam, Sony
- The Art of Pilar Lorengar, Decca
- Pilar Lorengar: Prima Donna in Vienna - Pilar Lorengar/Walter Weller/Wiener Opernorchester, 1972 Decca
- Portrait of Pilar - London Philharmonic Orchestra/Jesús López-Cobos/Pilar Lorengar, Decca
- Plácido Domingo & Pilar Lorengar: Zarzuela Arias & Duets - Plácido Domingo/ORF-Symphonieorchester/Garcia Navarro/Pilar Lorengar, 1985 Sony/CBS

## DVD
- Mozart: Don Giovanni (Deutsche Oper Berlin Opening Performance, 1961) - Dietrich Fischer-Dieskau/Josef Greindl/Elisabeth Grümmer/Pilar Lorengar/Walter Berry/Ferenc Fricsay, Arthaus Musik/Naxos
- Verdi: Don Carlos (Deutsche Oper, Berlin, 1965) - James King (tenore)/Pilar Lorengar/Josef Greindl/Dietrich Fischer-Dieskau/Martti Talvela/Wolfgang Sawallisch, Arthaus Musik/Naxos